# 齊德利納河畔利比采

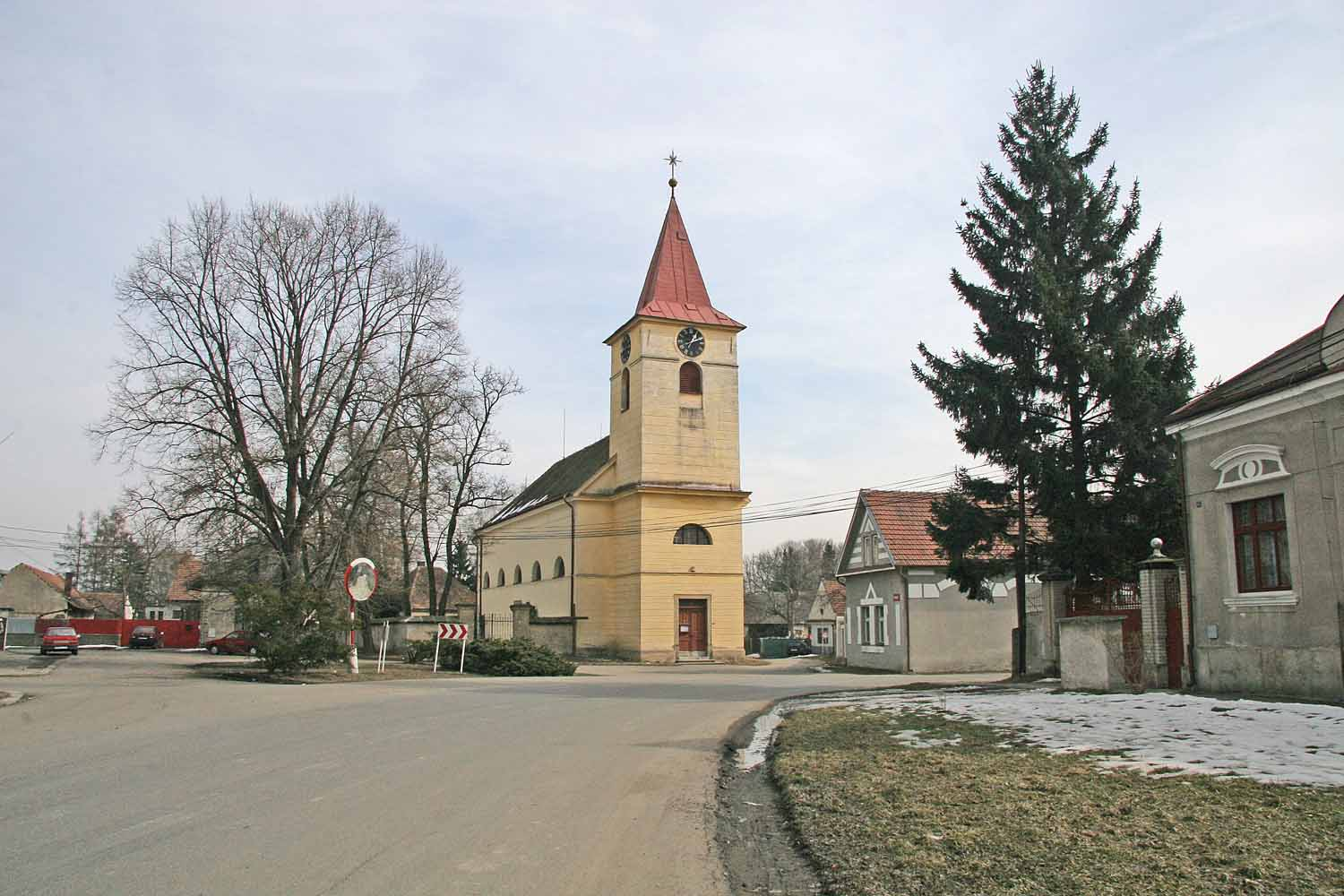

齊德利納河畔利比采是捷克的城鎮，位於該國中部齊德利納河和易北河匯流處，距離波傑布拉迪5公里，由中波希米亞州負責管轄，面積9.95平方公里，海拔高度190米，2011年人口1,319。

## 外部連結
- Official web site （页面存档备份，存于）